# ورزش‌های موتوری در ایالات متحده آمریکا

شروع دیتونا ۵۰۰ ۲۰۱۵، بزرگترین و پر طرفدارترین مسابقه در نسکار

ورزش های موتوری به طور گسترده ای در ایالات متحده محبوب هستند، اما مردم اهل ایالات متحده آمریکا به طور کلی سری مسابقات پربازدید بین المللی مهم مانند فرمول یک و موتو‌جی‌پی را نادیده می گیرند و به دنبال سری های مسابقات خانگی مانند نسکار، ایمسا و دیگر مسابقات هیجان انگیز آماتوری هستند.
بازدید از سری مسابقات جاده ای به طور کلی در آمریکا کاهش یافته است، هرچند مسابقات غیرقانونی خیابانی همچنان ادامه دارد. 